# Hetzbach
Hetzbach ist ein Stadtteil von Oberzent im südhessischen Odenwaldkreis. Der Name des Dorfes kann zu Verwechslungen führen, da das bei Höchst im Odenwald gelegene Hetschbach in alten Urkunden ebenfalls Hetzbach geschrieben wurde.

## Geographische Lage

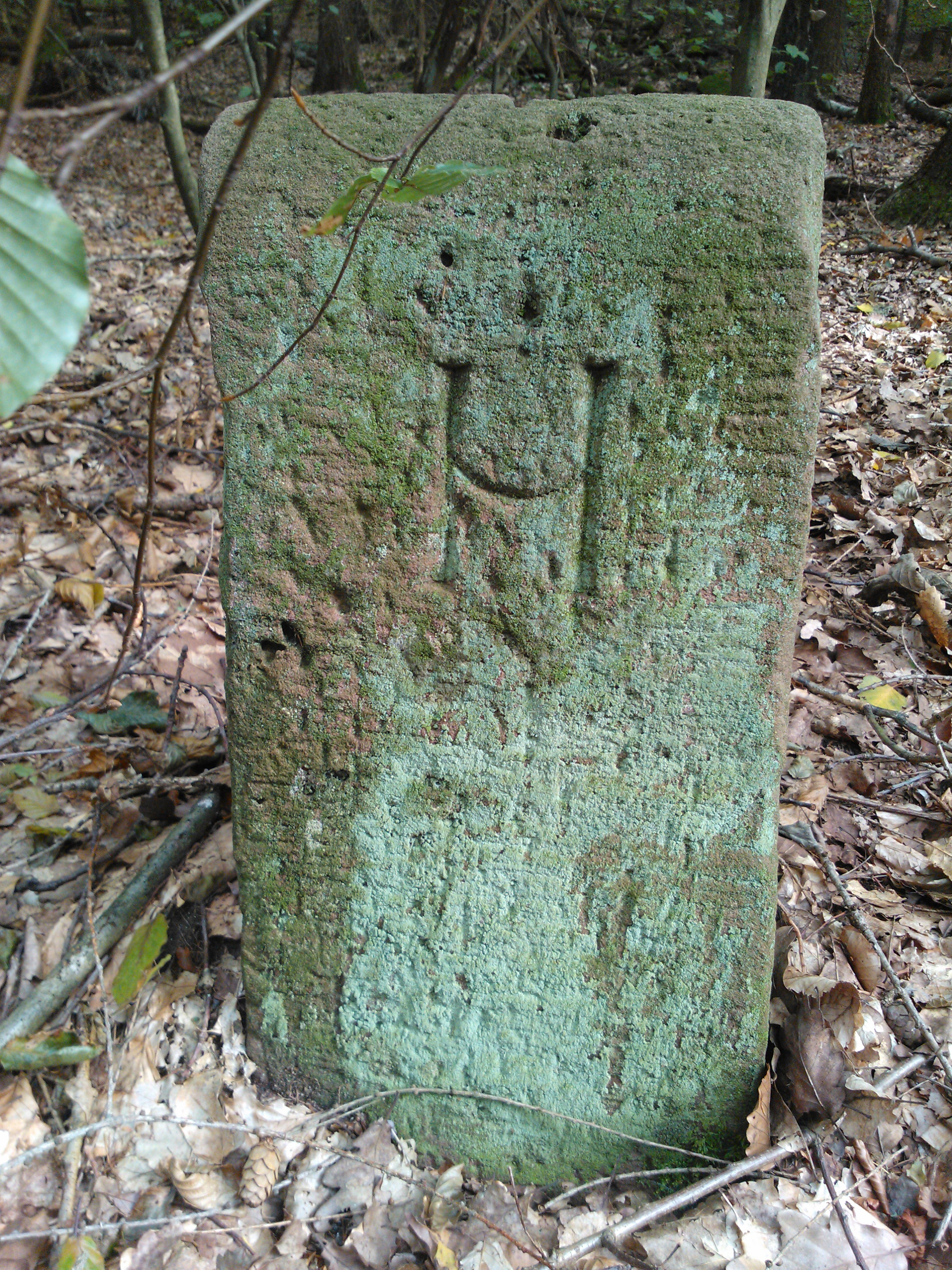
Gemarkungsstein auf dem Krähberg unterhalb des Jagdschlosses Krähberg

Hetzbach liegt etwa zwei Kilometer nördlich von Beerfelden im Buntsandstein-Gebiet des Odenwaldes. Der Ort hat eine dörfliche Struktur und wurde mit regellosem Grundriss an der Vereinigung von Walterbach und Gretengraben, der Quellbäche der Mümling, in doppelseitiger Tallage angelegt. Der Marbach mit dem Marbach-Stausee und das Himbachel bilden die Gemarkungsgrenze im Norden. An der Ostgrenze jenseits des ausgedehnten Hetzbacher Waldes liegen das Ebersberger Felsenmeer, das Wirtshaus Gebhardshütte (520 m ü. NN), der Rudelsberg (514 m ü. NN) sowie der Mittelberg (506,6 m ü. NN) mit dem Quellgebiet des Schöllenbachs, dem rechten Quellfluss des Itterbachs. Im Süden spart die Gemarkung knapp den Gipfel des Krähbergs (554,9 m ü. NN) mit dem Jagdschloss Krähberg aus und schließt dafür den Nordteil des Reußenkreuzes und den Elseberg (518 m ü. NN) mit ein. Am Walterbach biegt die Gemarkungsgrenze kurz vor Etzean nach Nordwesten ab und erreicht den Marbach-Stausee am Maisengrund, dabei die nur teilweise bewaldete Höhe am Höhenweg (407,4 m ü. NN) mit einschließend. Die Gemarkungsfläche beträgt 1667 Hektar (1961), davon sind 1159 Hektar bewaldet. Die Gemarkung dehnt sich in West-Ost-Richtung siebeneinhalb Kilometer weit aus, in Nord-Süd-Richtung erstreckt sie sich über rund dreieinhalb Kilometer. Östlich des Ebersberger Felsenmeers erreicht die Gemarkung eine Höhe von 550 m ü. NN.
Im Norden beginnend, grenzen an Hetzbach im Uhrzeigersinn die Gemarkungen von Haisterbach, Ebersberg, Bullau, Ober-Sensbach, Beerfelden und Etzean.

## Geschichte

### Ortsgeschichte
Älteste bekannte Erwähnung fand das Waldhufendorf Hetzbach im Jahre 1353. Im 15. Jahrhundert der Kurpfalz gehörend (Amt Lindenfels), kam das Dorf 1509 im Tausch an kurpfälzische Vasallen, die Schenken von Erbach (Amt Freienstein). 1806 wurde Hetzbach mit der Mediatisierung der gesamten Erbacher Grafschaft Teil des Großherzogtums Hessen(-Darmstadt). Verwaltungsmäßig wurde der Ort 1822 Teil des Landratsbezirks Erbach, seit 1848 Regierungsbezirk Erbach und ab 1852 Kreis Erbach.
Im Berggrundbuch des Ortes aus der zweiten Hälfte des 19. Jahrhunderts waren drei Gruben verzeichnet: die Grube „Wilibald“, die Grube „Laurentius“ und die Grube „Florentine“.
Hessische Gebietsreformen (1970–1977, 2018)
Zusammen mit anderen bis dahin eigenständigen Gemeinden wurde Hetzbach am 1. Juli 1971 im Zuge der Gebietsreform in Hessen in die Stadt Beerfelden eingegliedert. Seit 1. Januar 2018 ist Hetzbach wie alle ehemals Beerfelder Stadtteile zu einem Stadtteil der neu gegründeten Stadt Oberzent geworden.
Für Hetzbach wurde in der Stadt Oberzent, wie schon in der ehemaligen Stadt Beerfelden, ein Ortsbezirk mit Ortsbeirat und Ortsvorsteher nach der Hessischen Gemeindeordnung gebildet.

### Verwaltungsgeschichte im Überblick
Die folgende Liste zeigt die Staaten und Verwaltungseinheiten, denen Hetzbach angehört(e):
- vor 1509: Heiliges Römisches Reich, Kurpfalz, Amt Lindenfels
- ab 1509: Heiliges Römisches Reich, Grafschaft Erbach-Fürstenau (durch Tausch), Amt Freienstein
- ab 1806: Großherzogtum Hessen (Souveränitätslande),[Anm. 2] Fürstentum Starkenburg, Amt Freienstein (zur Standesherrschaft Erbach gehörig)
- ab 1815: Großherzogtum Hessen[Anm. 3] (Souveränitätslande), Provinz Starkenburg, Amt Freienstein (zur Standesherrschaft Erbach gehörig)
- ab 1822: Großherzogtum Hessen, Provinz Starkenburg, Landratsbezirk Erbach[Anm. 4]
- ab 1848: Großherzogtum Hessen, Regierungsbezirk Erbach
- ab 1852: Großherzogtum Hessen, Provinz Starkenburg, Kreis Erbach
- ab 1871: Deutsches Reich,[Anm. 5] Großherzogtum Hessen, Provinz Starkenburg, Kreis Erbach
- ab 1918: Deutsches Reich, Volksstaat Hessen,[Anm. 6] Provinz Starkenburg, Kreis Erbach
- ab 1938: Deutsches Reich (Weimarer Republik), Volksstaat Hessen, Landkreis Erbach[8][Anm. 7]
- ab 1945: Amerikanische Besatzungszone,[Anm. 8] Groß-Hessen, Regierungsbezirk Darmstadt, Landkreis Erbach
- ab 1946: Amerikanische Besatzungszone, Land Hessen, Regierungsbezirk Darmstadt, Landkreis Erbach
- ab 1949: Bundesrepublik Deutschland, Land Hessen, Regierungsbezirk Darmstadt, Landkreis Erbach
- ab 1971: Bundesrepublik Deutschland, Land Hessen, Regierungsbezirk Darmstadt, Landkreis Erbach, Stadt Beerfelden[Anm. 9]
- ab 1972: Bundesrepublik Deutschland, Land Hessen, Regierungsbezirk Darmstadt, Odenwaldkreis, Stadt Beerfelden
- ab 2018: Bundesrepublik Deutschland, Land Hessen, Regierungsbezirk Darmstadt, Odenwaldkreis, Stadt Oberzent[Anm. 10]

## Bevölkerung

### Einwohnerstruktur 2011
Nach den Erhebungen des Zensus 2011 lebten am Stichtag dem 9. Mai 2011 in Hetzbach 961 Einwohner. Darunter waren 90 (9,3 %) Ausländer. Nach dem Lebensalter waren 141 Einwohner unter 18 Jahren, 357 zwischen 18 und 49, 201 zwischen 50 und 64 und 165 Einwohner waren älter. Die Einwohner lebten in 348 Haushalten. Davon waren 87 Singlehaushalte, 117 Paare ohne Kinder und 111 Paare mit Kindern, sowie 27 Alleinerziehende und 6 Wohngemeinschaften. In 69 Haushalten lebten ausschließlich Senioren und in 225 Haushaltungen lebten keine Senioren.

### Einwohnerentwicklung
- 1545: 32 wehrfähige Männer[1]

| Hetzbach: Einwohnerzahlen von 1834 bis 2020 | Hetzbach: Einwohnerzahlen von 1834 bis 2020 | Hetzbach: Einwohnerzahlen von 1834 bis 2020 | Hetzbach: Einwohnerzahlen von 1834 bis 2020 | Hetzbach: Einwohnerzahlen von 1834 bis 2020 |
| --- | ------------------------------------------- | ------------------------------------------- | ------------------------------------------- | ------------------------------------------- |
| Jahr |                                             |                                             |                                             | Einwohner                                   |
| 1834 | 1834                                        |                                             | 565                                         | 565                                         |
| 1840 | 1840                                        |                                             | 601                                         | 601                                         |
| 1846 | 1846                                        |                                             | 656                                         | 656                                         |
| 1852 | 1852                                        |                                             | 662                                         | 662                                         |
| 1858 | 1858                                        |                                             | 604                                         | 604                                         |
| 1864 | 1864                                        |                                             | 636                                         | 636                                         |
| 1871 | 1871                                        |                                             | 704                                         | 704                                         |
| 1875 | 1875                                        |                                             | 732                                         | 732                                         |
| 1885 | 1885                                        |                                             | 757                                         | 757                                         |
| 1895 | 1895                                        |                                             | 801                                         | 801                                         |
| 1905 | 1905                                        |                                             | 848                                         | 848                                         |
| 1910 | 1910                                        |                                             | 828                                         | 828                                         |
| 1925 | 1925                                        |                                             | 752                                         | 752                                         |
| 1939 | 1939                                        |                                             | 735                                         | 735                                         |
| 1946 | 1946                                        |                                             | 1.068                                       | 1.068                                       |
| 1950 | 1950                                        |                                             | 1.067                                       | 1.067                                       |
| 1956 | 1956                                        |                                             | 938                                         | 938                                         |
| 1961 | 1961                                        |                                             | 899                                         | 899                                         |
| 1967 | 1967                                        |                                             | 902                                         | 902                                         |
| 1970 | 1970                                        |                                             | 856                                         | 856                                         |
| 1980 | 1980                                        |                                             | ?                                           | ?                                           |
| 1990 | 1990                                        |                                             | ?                                           | ?                                           |
| 2000 | 2000                                        |                                             | ?                                           | ?                                           |
| 2011 | 2011                                        |                                             | 861                                         | 861                                         |
| 2018 | 2018                                        |                                             | 842                                         | 842                                         |
| 2020 | 2020                                        |                                             | 804                                         | 804                                         |
| Datenquelle: Historisches Gemeindeverzeichnis für Hessen: Die Bevölkerung der Gemeinden 1834 bis 1967. Wiesbaden: Hessisches Statistisches Landesamt, 1968. Weitere Quellen: LAGIS; Zensus 2011 |                                             |                                             |                                             |                                             |

### Historische Religionsangehörigkeit
Im Jahr 1961 lebten in Hetzbach 752 evangelische (= 83,65 %) und 110 katholische (= 12,24 %) Einwohner.

## Verkehr und Infrastruktur

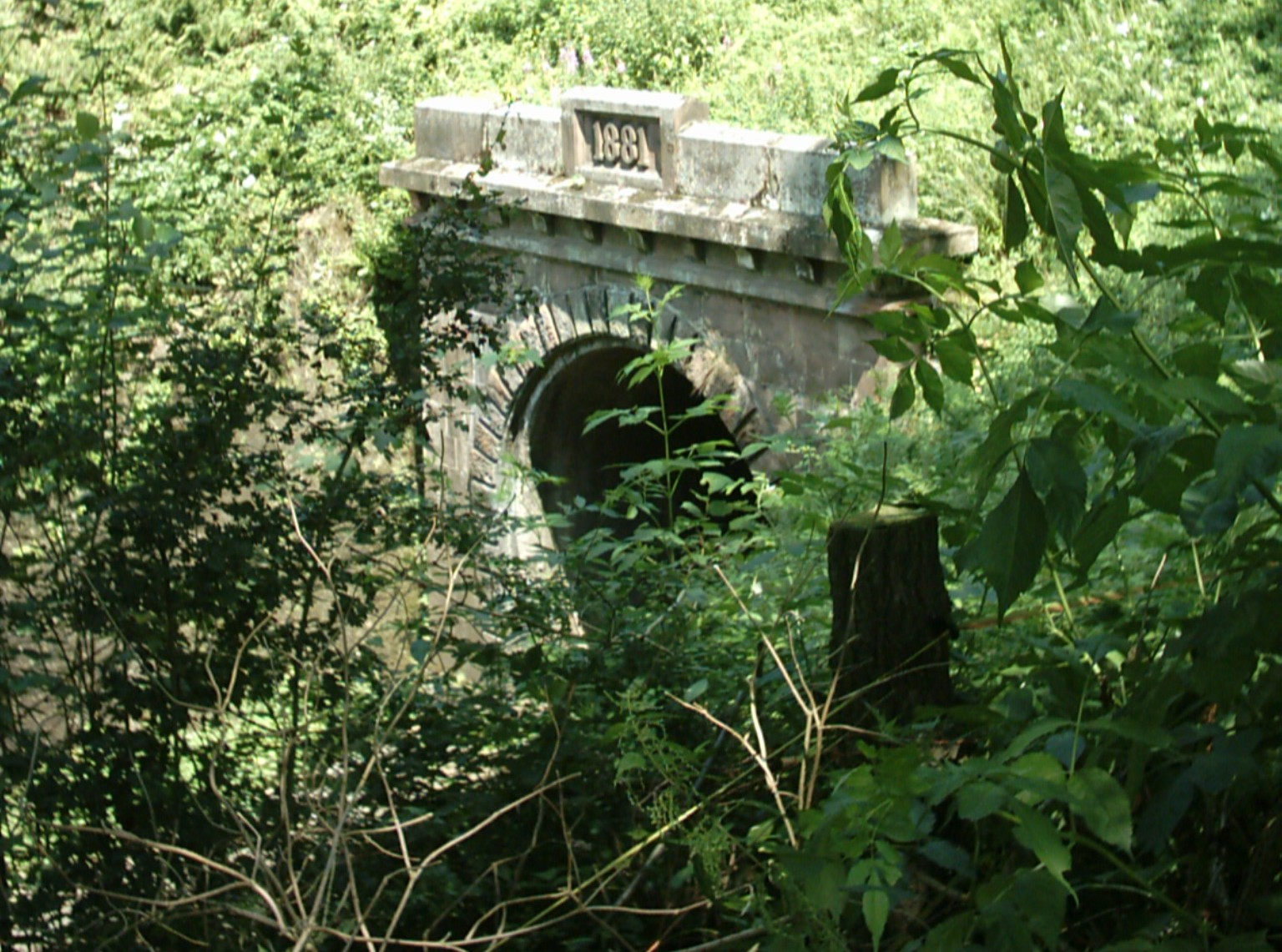
Krähbergtunnel

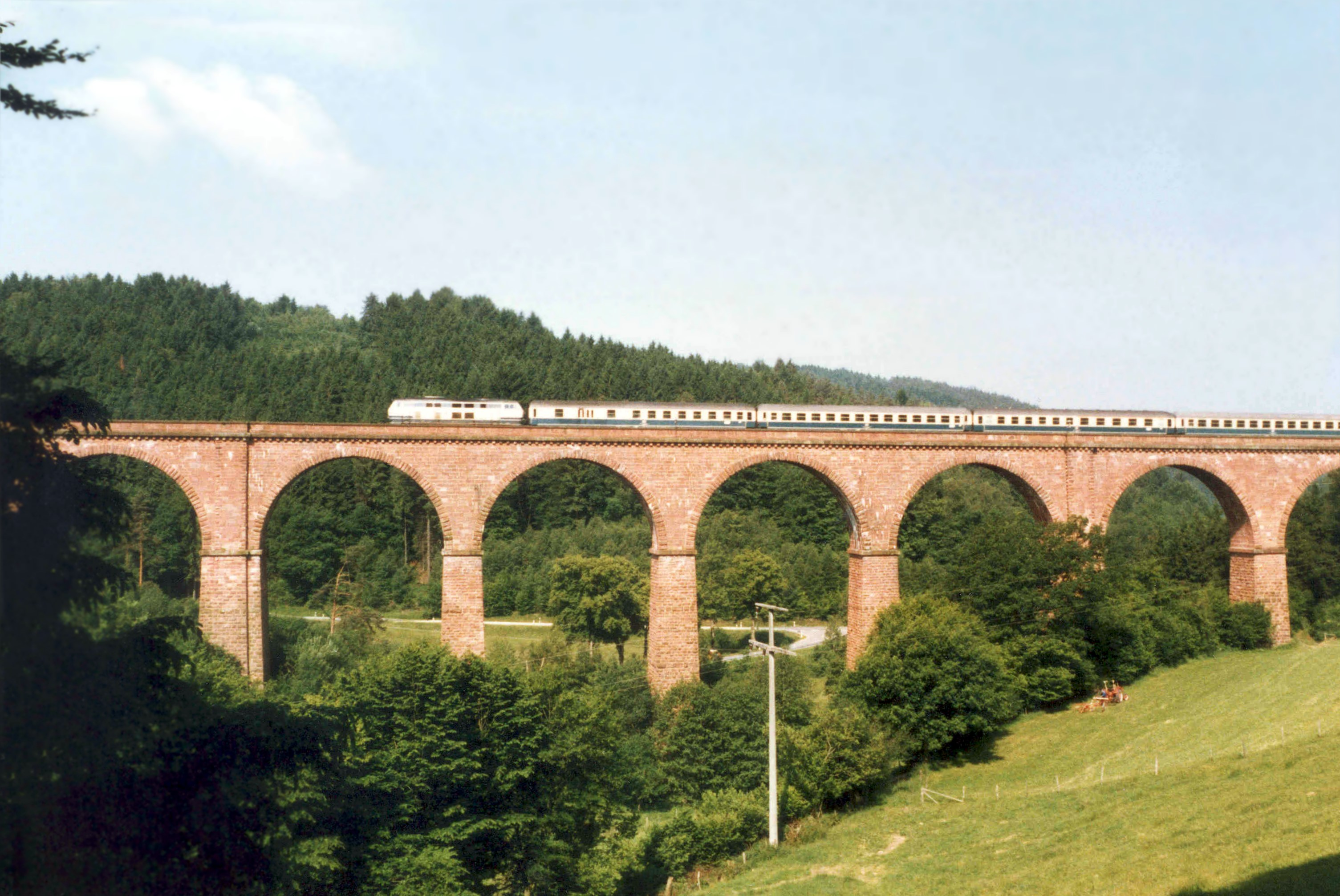
Himbächel-Viadukt

Hetzbach ist einer von drei Stadtteilen in Oberzent, der über einen Bahnhof verfügt. Die nächsten Haltestellen der Odenwaldbahn befinden sich südlich in Schöllenbach und nördlich in Erbach. Den beiden größten Bauwerken der Bahnstrecke und Kulturdenkmälern Himbächel-Viadukt und Krähbergtunnel hat Hetzbach seinen Bekanntheitsgrad zu verdanken. Bereits im Jahre 1876 wurde der Beschluss gefasst, die Region mit einer Eisenbahnstrecke zu erschließen, schon am 18. September 1881 wurde dann das Himbächelviadukt fertiggestellt. Am Bau der imposanten Eisenbahnbrücke waren hauptsächlich Gastarbeiter aus Italien beteiligt. Der Krähbergtunnel, mit 3100 Metern der längste eingleisige Eisenbahntunnel Deutschlands, wurde 1882 fertiggestellt.
Das Empfangsgebäude am Bahnhof Hetzbach und die nicht mit dem Betriebsgleis verbundenen Gleisanlagen wurden 1999 von der Deutschen Bahn an einen privaten Eigentümer verkauft und danach durch die Deutsche Museums-Eisenbahn als Eisenbahninfrastruktur in Insellage weiter betrieben. Trotz jahrelanger intensiver Bemühungen des Eigentümers um politische Unterstützung zur verkehrlichen Aufwertung, z. B. im Touristikverkehr in Kooperation mit der Betriebsgesellschaft, sowie zur perspektivischen Errichtung eines Kreuzungspunktes, bestand seitens der örtlichen Gemeindeverwaltung daran kein Interesse. Aufgrund dieser Rahmenbedingungen und zunehmender Vandalismusschäden wurde das Empfangsgebäude nebst dem unmittelbar zugehörigen Flurstück daher 2019 wieder verkauft.
Das Betriebsgleis der Odenwaldbahn und den zugehörigen Bahnsteig betreibt weiterhin die Deutsche Bahn.
Hetzbach verfügt am nördlichen Ortsende in der Schwimmbadstraße über ein Freischwimmbad und einen Campingplatz.

## Kulturdenkmäler
Der Stadtteil weist neben Himbächel-Viadukt und Krähberg-Tunnel weitere 16 Kulturdenkmäler auf: